# Xã Skandia, Quận Murray, Minnesota
Xã Skandia (tiếng Anh: Skandia Township) là một xã thuộc quận Murray, tiểu bang Minnesota, Hoa Kỳ. Năm 2010, dân số của xã này là 172 người.